# Johan Nieuhof
Johan Nieuhof (Uelsen, 22 luglio 1618 – Madagascar, 8 ottobre 1672) è stato un viaggiatore, esploratore e disegnatore olandese celebre per i suoi resoconti dei viaggi compiuti in Brasile, Cina e India, il più famoso de quali fu quello di 2.400 km da Canton a Pechino, nel 1655-1657, che lo rese uno dei più autorevoli esperti occidentali della Cina dell'epoca.

## Biografia
Nacque a Uelsen, cittadina della quale il padre, originario di Zwolle, era sindaco. Nieuhof partì per il Brasile nel 1640 come candidato funzionario di riserva e da allora, tranne due brevi visite alla famiglia nel 1658 e nel 1671, passò il resto della sua vita all'estero. Dopo un'avventurosa carriera al servizio della Compagnia Olandese delle Indie Orientali (VOC), tra il 1660 e il 1667 lavorò in India e Ceylon, per poi trasferirsi a Giacarta fino al 1670. Durante un viaggio in Madagascar a bordo di uno sloop, scomparve senza lasciare tracce durante le ricerche di acqua potabile che l'avevano condotto in terraferma.

## L'ambasciata in Cina e la relazione

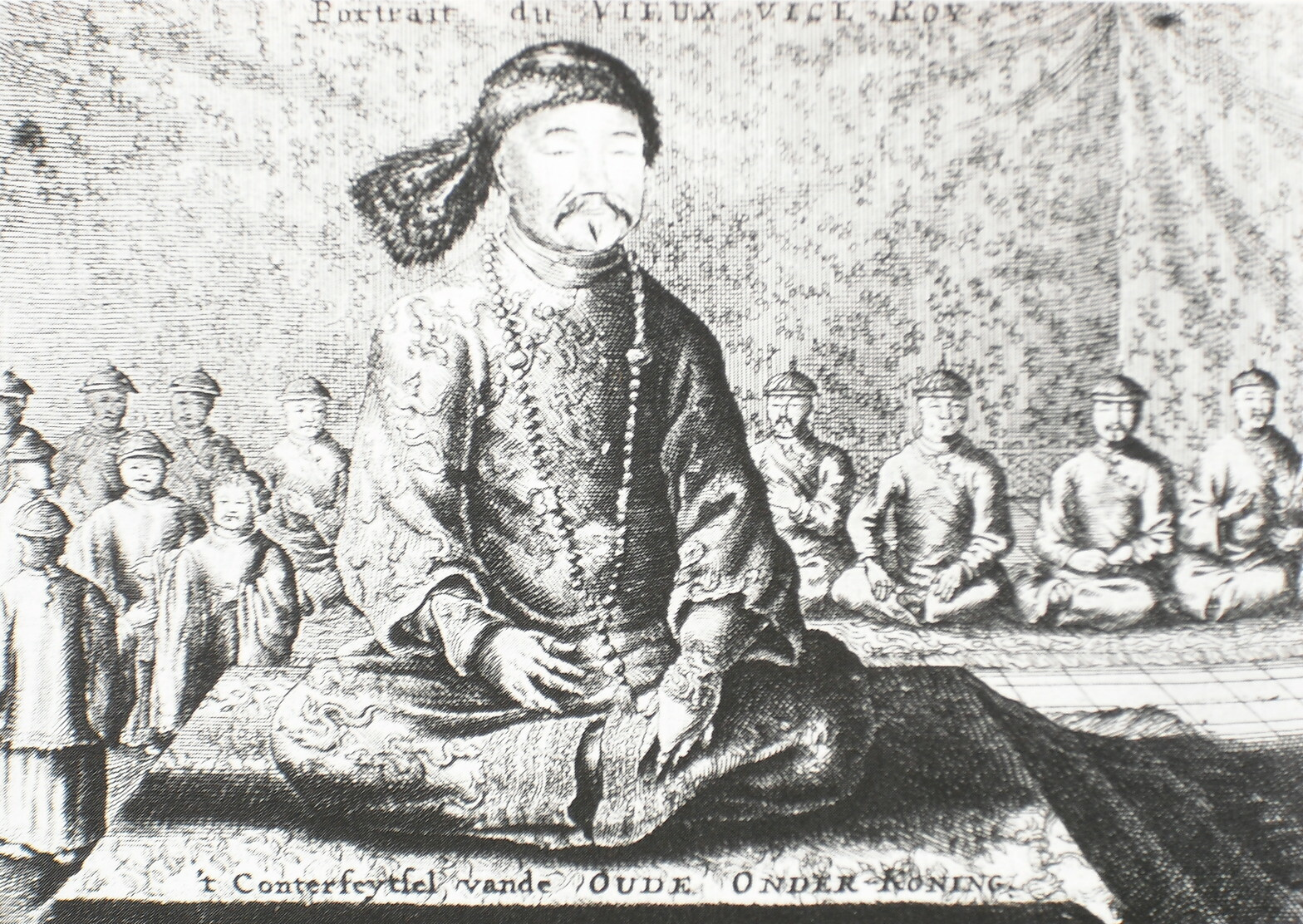
Il "Vecchio Viceré" di Guangdong, Shang Kexi, probabilmente ritratto da Johan Nieuhof stesso a Canton nel 1655.

Nella prima metà del XVII secolo la VOC tentò di spezzare il monopolio che i portoghesi esercitavano sul commercio con Macao. Dopo aver fallito nell'intento, inviarono quattro ambascerie a Pechino tra il 1655 e il 1685. Le relazioni di questi inviati e i racconti dei missionari gesuiti rappresentavano le sole fonti di informazione attendibili sulla Cina disponibili in Europa occidentale. Come responsabile della missione della VOC a Pechino del 1655, Johan Nieuhof aveva ricevuto istruzione di osservare e disegnare "fattorie, città, palazzi, fiumi... e le altre costruzioni" che avesse avuto occasione di incontrare .
Al suo ritorno, nel 1658, affidò le proprie annotazioni e i propri schizzi al fratello Hendrik, che in seguito ringraziò quando alla fine (nel 1665) pubblicò un ampio studio sulla Cina, ricco di immagini, testi e descrizioni dei più recenti avvenimenti storici. Hendrik dedicò il proprio lavoro a Hendrik Laurenszoon Spiegel e Cornelis Jan Witsen (padre di Nicolaes Witsen), amministratori, rispettivamente delle compagnie delle Indie orientali e occidentali. In "Scheepsbouw" di Nicolaes Witsen (1671) si può trovare ulteriore materiale, raccolto da Nieuhof, sulle imbarcazioni cinesi.
Dell'opera di Hendrik vennero realizzate anche versioni in francese (1665), tedesco (1666), latino (1668) e inglese (1669); tutte le versioni conobbero almeno due edizioni.
Le 150 illustrazioni realizzate da Nieuhof furono fonte di ispirazione per oggetti e costruzioni ispirate alla Cina, che furono particolarmente popolari nel XVIII secolo. Molti artisti e architetti basarono i loro progetti sui disegni presenti nel libro di Nieuhof. I disegni originali sono stati ritrovati nel 1984 nella collezione del principe Rolando Napoleone Bonaparte, un antropologo che aveva raccolto materiale sul Madagascar, sulla Lapponia e sui nativi americani.

## Opere
- Het Gezandtschap der Neêrlandtsche Oost-Indische Compagnie, aan den grooten Tartarischen Cham, den tegenwoordigen Keizer van China: Waarin de gedenkwaerdigste Geschiedenissen, die onder het reizen door de Sineesche landtschappen, Quantung, Kiangsi, Nanking, Xantung en Peking, en aan het Keizerlijke Hof te Peking, sedert den jaren 1655 tot 1657 zijn voorgevallen, op het bondigste verhandelt worden. Beneffens een Naukeurige Beschrijvinge der Sineesche Steden, Dorpen, Regeering, Weetenschappen, Hantwerken, Zeden, Godsdiensten, Gebouwen, Drachten, Schepen, Bergen, Gewassen, Dieren, etcetera en oorlogen tegen de Tartars. quinta edizione, Amsterdam: Wolfgang, Waasberge, Boom, van Somerten, and Goethals, 1693.
- Zee- en Lant-Reise door verscheide Gewesten van Oostindien, behelzende veele zeldzaame en wonderlijke voorvallen en geschiedenissen. Beneffens een beschrijving van lantschappen, dieren, gewassen, draghten, zeden en godsdienst der inwoonders: En inzonderheit een wijtloopig verhael der Stad Batavia. Amsterdam: de Weduwe van Jacob van Meurs, 1682.
- Gedenkweerdige Brasiliaense Zee- en Lant-Reise und Zee- en Lant-Reize door verscheide Gewesten van Oostindien. Amsterdam: de Weduwe van Jacob van Meurs, 1682.